# Ozola multiplex
Ozola multiplex är en fjärilsart som beskrevs av Louis Beethoven Prout 1935. Ozola multiplex ingår i släktet Ozola och familjen mätare. Inga underarter finns listade i Catalogue of Life.